# ジャン＝ピエール・エリサルド
ジャン＝ピエール・エリサルド（Jean-Pierre Elissalde、1953年12月31日-）は、フランス・ラ・ロシェル出身のラグビー指導者である。現役時代のポジションはスクラムハーフ。

## 人物
1973年、地元のラ・ロシェルでプロデビュー。
1978年から3年間アヴィロン・バイヨネでプレー。1980年にはイブ・ド・マヌワール杯での全国制覇に貢献。
1981年、南アフリカ戦で初キャップ。1983年にはバーバリアンズの主将として日本代表と対戦した。フランス代表キャップは5。
その後、ラ・ロシェルに戻り、選手兼任監督に就任。
引退後はフランスA代表、ベジエでも監督、コーチとして指導に当たった。
2005年3月、日本代表のテクニカルアドバイザーを担当。
2005年7月、日本代表のヘッドコーチに就任。2007年9月開催のワールドカップ2007に向けた準備を開始。
2006年9月、古巣アヴィロン・バイヨネのスポーツマネジャーにも、日本ラグビー協会に無断で就任した。
日本代表ヘッドコーチの職務に支障が生じることが予想されることから、日本ラグビー協会は日本代表ヘッドコーチに専念することを求めたが、エリサルドが拒否したため、10月31日付でヘッドコーチの契約を解除されることとなった。
2006年秋から2シーズン、アヴィロン・バイヨネでコーチを行う。
また、2011年11月から2012年1月までの40日間、再度アヴィロン・バイヨネでコーチを務めた。
ジャン＝バチスト・エリサルドは子息。